# برشاوشان خشن السويق
برشاوشان خشن السويق (الاسم العلمي:Adiantum asperum) هو نوع من النباتات يتبع جنس البرشاوشان من الفصيلة الديشارية.